# Stef Goris
Stef Goris, né le 4 janvier 1960 à Louvain, est un homme politique belge flamand, membre de VLD.
Il est licencié en droit. Ancien avocat. Il est officier de réserve.
Stef Goris est un ancien membre de l'Assemblée parlementaire du Conseil de l'Europe. Il est l'un des apologistes de l'Azerbaïdjan qui défend systématiquement le gouvernement azerbaïdjanais dans la répression aux Droits de l'Homme dans le pays.
Avec Alain Destexhe, Stef Goris a fondé une organisation à but non lucratif appelée « Académie européenne d’observation électorale » (AEOE), destinée à effectuer des missions d'observation électorale. Une enquête conjointe de L'Echo et de De Tijd publiée par l'OCCRP, a révélé que l'AEOE a reçu 800 000 dollars de l'Azerbaïdjan entre 2012 et 2014 à travers un système de blanchiment d'argent appelé Azerigate ou "Azerbaijani Laundromat". Stef Goris a toutefois déclaré n'avoir touché aucun argent de ce pays, tandis que Destexhe a contesté une quelconque implication de sa part dans cette organisation

## Carrière politique
- Ancien bourgmestre de Linter.
- Ancien conseiller communal de Linter.
- Conseiller communal de Tirlemont
- député belge du 13 juin 1999 au 2 mai 2007.

Chevalier de l’Ordre de Léopold.